# Fran Tarkenton
Francis Asbury "Fran" Tarkenton (Richmond, Virgínia, 3 de fevereiro de 1940) é um ex-jogador de futebol americano da National Football League, e serviu como comentarista do Monday Night Football  e trabalhou também no programa de TV That's Incredible!. Ele ainda é executivo de uma empresa de softwares, a Tarkenton Software. Como quarterback na NFL, Fran Tarkenton jogou pelo Minnesota Vikings e pelo New York Giants, onde firmou vários recordes para a posição de quarterback. Também é membro da Ordem DeMolay.

## Prêmios e honras
- 9× selecionado para o Pro Bowl (1964, 1966, 1967, 1968, 1969, 1970, 1974, 1975, 1976)
- 2× nomeado First-team All-Pro (1973, 1975)
- 1× nomeado Second-team All-Pro (1970)
- 1975 NFL MVP
- 1975 NFL Offensive Player of the Year
- 1975 UPI NFC Player of the Year
- 1975 Bert Bell Award
- 1964 Pro Bowl MVP
- Teve sua camisa aposentada pelo Minnesota Vikings (#10)

Recordes
- Lider dos Vikings em jardas com 33 098
- Lider dos Vikings em Touchdowns com 239

## Números
- Passes tentados: 6 467
- Passes completados: 3 686
- Percentual de acerto: 57.0%

- TD-INT: 342-266
- Jardas aéreas: 47 003
- QB Rating: 80,4